# Oğlakkaya, Afşin
Oğlakkayası là một xã thuộc huyện Afşin, tỉnh Kahramanmaraş, Thổ Nhĩ Kỳ. Dân số thời điểm năm 2010 là 97 người.